# Saint-Vincent-Rive-d'Olt
Saint-Vincent-Rive-d'Olt è un comune francese di 493 abitanti situato nel dipartimento del Lot nella regione dell'Occitania.

## Società

### Evoluzione demografica
Abitanti censiti